# Sistrurus miliarius miliarius
Sistrurus miliarius miliarius – podgatunek jadowitego węża Sistrurus miliarius z podrodziny grzechotnikowatych w rodzinie żmijowatych.
Osobniki dorosłe osiągają wielkość 35 do 50 cm.
Występuje w USA na terenie następujących stanów: Karolina Północna, Karolina Południowa, Georgia.
Żywi się drobnymi kręgowcami.